# Elm (Schlüchtern)
Elm ist ein Stadtteil von Schlüchtern im hessischen Main-Kinzig-Kreis. Zu Elm gehören der Weiler Habertshof, die Siedlung Zementwerk und die Burg Brandenstein. 

## Geographie

### Geographische Lage
Elm liegt auf einer Höhe von 229 m über NHN, im Nordosten des Main-Kinzig-Kreises, an der Grenze zum Landkreis Fulda, im Bergwinkel, am Südhang des Landrückens. Die Gemarkung Elm liegt im Naturpark „Hessischer Spessart“, der im Norden der Gemarkung an den Naturpark „Hessische Rhön“ angrenzt. Die Entfernung zur Innenstadt von Schlüchtern beträgt etwa 2,5 km.

### Gewässer
Durch Elm hindurch fließen der Elmbach, der in Hutten entspringt und in Schlüchtern in die Kinzig mündet, sowie der Schwarzbach, der in Gundhelm entspringt und in den Elmbach mündet.
Im westlichen Ortsbereich lag an einem vom Schwarzbach abgeleiteten und in den Elmbach mündenden Betriebsgraben die Untere Mühle, im nördlichen Ortsbereich an einem vom Elmbach abgeleiteten Betriebsgraben die Obermühle.

### Nachbarorte
Elm grenzt im Norden an den Ort Rückers, im Osten an den Ort Hutten, im Südosten an den Ort Gundhelm, im Süden an die Orte Vollmerz und Herolz, im Westen an Schlüchtern und im Nordwesten an den Ort Klosterhöfe.

## Geschichte

### Ortsgeschichte
In erhaltenen Urkunden wurde Elm unter den folgenden Namen erwähnt (in Klammern das Jahr der Erwähnung): Elmaha (795), Elma (1303) und Elmna (1344). Die älteste erhaltene urkundliche Erwähnung des Ortes stammt aus dem Jahr 795, als am 8. Juni Araho seinen ganzen Besitz im Dorf dem Kloster Fulda übergab. Am 14. Juli des gleichen Jahres schenkte Raho seinen Besitz am Bifang an der Elm und am 14. Juli 796 Folco seinen ebenfalls dem Kloster Fulda. Die Kirche des Ortes – erstmals erwähnt 1167 – gehörte dem Kloster Schlüchtern, einer Filiale des Klosters Fulda. Den Herren von Hanau gelang es ab dem 14. Jahrhundert das Kloster Schlüchtern und seinen Besitz in ihr Herrschaftsgebiet einzugliedern. Hier war Elm dem Amt Brandenstein zugeordnet. In der Reformation wurde die Grafschaft Hanau-Münzenberg reformiert, so auch die Gemeinde in Elm. Im Jahr 1602 gehört die dortige Kirche zusammen mit Breitenbach zur Pfarrei Kressenbach.
1717 wurde das Amt Brandenstein von Hanau an den Landgrafen von Hessen-Kassel für ein Darlehen über 100.000 Gulden verpfändet. Da das Pfand nie mehr ausgelöst wurde und nach dem Tod des Grafen Johann Reinhard III. von Hanau 1736 Landgraf Friedrich von Hessen-Kassel die Grafschaft Hanau-Münzenberg und damit auch das Amt Brandenstein und Elm erbte, blieb der Ort bei Hessen-Kassel. 1803 wurde der Landgrafschaft zum Kurfürsten erhoben. Während der napoleonischen Zeit stand das Amt Brandenstein – und damit auch Elm – ab 1806 unter französischer Militärverwaltung, gehörte 1807–1810 zum Fürstentum Hanau und dann von 1810 bis 1813 zum Großherzogtum Frankfurt. Anschließend fiel es wieder an das Kurfürstentum Hessen zurück. Nach der Verwaltungsreform des Kurfürstentums von 1821, im Rahmen derer Kurhessen in vier Provinzen und 22 Kreise eingeteilt wurde, ging das Amt Brandenstein im neu gebildeten Kreis Schlüchtern auf.
Hessische Gebietsreform (1970–1977)
Zum 1. Dezember 1969 wurde die bis dahin selbständige Gemeinde Elm im Vorfeld der Gebietsreform in Hessen auf freiwilliger Basis in die Stadt Schlüchtern eingemeindet. Für Elm wurde, wie für die anderen eingemeindeten, ehemals eigenständigen Gemeinden von Schlüchtern, ein Ortsbezirk eingerichtet. Mit der Hessischen Gebietsreform wurde der Landkreis Schlüchtern 1974 aufgelöst und Elm liegt seit dem im Main-Kinzig-Kreis.

### Eisenbahn
Das Dorf hatte vor dem Bau des Distelrasen-Tunnels an der Wasserscheide von Main und Weser erhebliche Bedeutung im Eisenbahnverkehr. Der Bau der Frankfurt-Bebraer Eisenbahn wurde 1863 noch unter der Regie des Kurstaates begonnen, kam aber so recht erst nach dessen Übernahme durch Preußen in Gang. Das Königreich Preußen konnte die Strecke dann bereits 1868 bis Hanau eröffnen.
Mit den damals vorhandenen technischen Mitteln erschien ein etwa vier Kilometer langer Tunnel durch den Distelrasen für die neue Strecke als zu aufwändig und teuer. Der Landrücken zwischen Fulda und Schlüchtern wurde deshalb mit einer Spitzkehre überwunden. Der dazu erforderliche Bahnhof zum Umspannen der Lokomotiven und dem Wechsel der Fahrtrichtung wurde in Elm errichtet, was nahezu eine Verzehnfachung seiner Einwohnerzahl zur Folge hatte. Elm wurde damit zur „Eisenbahnerstadt“.
Ab 1872 schloss an die Kopfseite des bisherigen Kopfbahnhofs Elm die Bahnstrecke nach Gemünden an.
Da alle durchgehenden Züge zwischen Frankfurt/Hanau und Fulda/Berlin in Elm die Fahrtrichtung wechseln mussten, wurde dieser Vorgang bei zunehmendem Verkehr immer unbefriedigender. Da sich auch die Technik des Baus von langen Tunneln, insbesondere durch das nun zur Verfügung stehende Dynamit, erheblich verbessert hatte, entschloss man sich, unter dem Distelrasen einen Tunnel anzulegen. Baubeginn war 1909, vollendet wurde er am 14. Februar 1914, eingeweiht am 1. Mai 1914.
Mit der Eröffnung des Tunnels verlor der Bahnhof Elm im Personenverkehr schlagartig seine Bedeutung. Der Rangierbahnhof beschäftigte auch nach dem Verlust des Personenverkehrs weiter viele Menschen. Noch heute arbeiten viele Bewohner des Dorfes bei der Deutschen Bahn AG.

### Verwaltungsgeschichte im Überblick
Die folgende Liste zeigt die Staaten und Verwaltungseinheiten, denen Elm angehört(e):
- vor 1458: Heiliges Römisches Reich, Grafschaft Hanau
- ab 1458: Heiliges Römisches Reich, Grafschaft Hanau-Münzenberg, Amt Brandenstein (ab 1544)
- ab 1642: Heiliges Römisches Reich, Grafschaft Hanau-Lichtenberg, Amt Brandenstein
- ab 1736: Heiliges Römisches Reich, Landgrafschaft Hessen-Kassel, Amt Brandenstein
- ab 1803: Heiliges Römisches Reich, Landgrafschaft Hessen-Kassel, Fürstentum Hanau,[Anm. 2] Amt Brandenstein
- 1806–1810: Kaiserreich Frankreich,[Anm. 3] Fürstentum Hanau, Amt Brandenstein (Militärverwaltung)
- 1810–1813: Großherzogtum Frankfurt, Departement Hanau, Distrikt Altengronau
- ab 1816: Kurfürstentum Hessen,[Anm. 4] Fürstentum Hanau, Amt Brandenstein[5]
- ab 1821/22: Kurfürstentum Hessen, Provinz Hanau, Kreis Schlüchtern[6][Anm. 5]
- ab 1848: Kurfürstentum Hessen, Bezirk Hanau
- ab 1851: Kurfürstentum Hessen, Provinz Hanau, Kreis Schlüchtern
- ab 1867: Königreich Preußen,[Anm. 6] Provinz Hessen-Nassau, Regierungsbezirk Kassel, Kreis Schlüchtern
- ab 1871: Deutsches Reich, Königreich Preußen, Provinz Hessen-Nassau, Regierungsbezirk Kassel, Kreis Schlüchtern
- ab 1918: Deutsches Reich (Weimarer Republik), Freistaat Preußen, Provinz Hessen-Nassau, Regierungsbezirk Kassel, Kreis Schlüchtern
- ab 1944: Deutsches Reich, Freistaat Preußen, Provinz Nassau, Landkreis Schlüchtern
- ab 1945: Amerikanische Besatzungszone,[Anm. 7] Groß-Hessen, Regierungsbezirk Wiesbaden, Landkreis Schlüchtern
- ab 1946: Amerikanische Besatzungszone, Hessen, Regierungsbezirk Wiesbaden, Landkreis Schlüchtern
- ab 1949: Bundesrepublik Deutschland, Hessen, Regierungsbezirk Wiesbaden, Landkreis Schlüchtern
- ab 1968: Bundesrepublik Deutschland, Hessen, Regierungsbezirk Darmstadt, Landkreis Schlüchtern
- ab 1969: Bundesrepublik Deutschland, Hessen, Regierungsbezirk Darmstadt, Landkreis Schlüchtern, Stadt Schlüchtern
- ab 1974: Bundesrepublik Deutschland, Hessen, Regierungsbezirk Darmstadt, Main-Kinzig-Kreis, Stadt Schlüchtern

### Flugzeugabsturz
Am 24. August 1929 stürzte im Wald zwischen Elm und Hutten ein Passagierflugzeug der Lufthansa auf dem Linienflug von Frankfurt nach Berlin-Tempelhof ab. Dabei kamen der Pilot und drei Passagiere ums Leben. An den Absturz erinnert ein ca. 2 Meter hohes Kreuz an der Absturzstelle.

## Bevölkerung

### Einwohnerstruktur 2011
Nach den Erhebungen des Zensus 2011 lebten am Stichtag dem 9. Mai 2011 in Elm 1221 Einwohner. Darunter waren 45 (3,7 %) Ausländer. Nach dem Lebensalter waren 222 Einwohner unter 18 Jahren, 507 zwischen 18 und 49, 246 zwischen 50 und 64 und 243 Einwohner waren älter. Die Einwohner lebten in 513 Haushalten. Davon waren 138 Singlehaushalte, 147 Paare ohne Kinder und 168 Paare mit Kindern, sowie 48 Alleinerziehende und 12 Wohngemeinschaften. In 99 Haushalten lebten ausschließlich Senioren und in 342 Haushaltungen lebten keine Senioren.

### Einwohnerentwicklung
Quelle: Historisches Ortslexikon
- 1587: 32 Schützen, 30 Spießer
- 1633: 80 Haushaltungen
- 1812: 73 Feuerstellen, 791 Seelen

| Elm: Einwohnerzahlen von 1812 bis 2020 | Elm: Einwohnerzahlen von 1812 bis 2020 | Elm: Einwohnerzahlen von 1812 bis 2020 | Elm: Einwohnerzahlen von 1812 bis 2020 | Elm: Einwohnerzahlen von 1812 bis 2020 |
| --- | -------------------------------------- | -------------------------------------- | -------------------------------------- | -------------------------------------- |
| Jahr |                                        |                                        |                                        | Einwohner                              |
| 1812 | 1812                                   |                                        | 791                                    | 791                                    |
| 1834 | 1834                                   |                                        | 772                                    | 772                                    |
| 1840 | 1840                                   |                                        | 746                                    | 746                                    |
| 1846 | 1846                                   |                                        | 721                                    | 721                                    |
| 1852 | 1852                                   |                                        | 663                                    | 663                                    |
| 1858 | 1858                                   |                                        | 637                                    | 637                                    |
| 1864 | 1864                                   |                                        | 638                                    | 638                                    |
| 1871 | 1871                                   |                                        | 880                                    | 880                                    |
| 1875 | 1875                                   |                                        | 884                                    | 884                                    |
| 1885 | 1885                                   |                                        | 910                                    | 910                                    |
| 1895 | 1895                                   |                                        | 910                                    | 910                                    |
| 1905 | 1905                                   |                                        | 1.061                                  | 1.061                                  |
| 1910 | 1910                                   |                                        | 1.334                                  | 1.334                                  |
| 1925 | 1925                                   |                                        | 1.211                                  | 1.211                                  |
| 1939 | 1939                                   |                                        | 1.203                                  | 1.203                                  |
| 1946 | 1946                                   |                                        | 1.712                                  | 1.712                                  |
| 1950 | 1950                                   |                                        | 1.702                                  | 1.702                                  |
| 1956 | 1956                                   |                                        | 1.391                                  | 1.391                                  |
| 1961 | 1961                                   |                                        | 1.299                                  | 1.299                                  |
| 1967 | 1967                                   |                                        | 1.181                                  | 1.181                                  |
| 1970 | 1970                                   |                                        | 1.151                                  | 1.151                                  |
| 1980 | 1980                                   |                                        | ?                                      | ?                                      |
| 1990 | 1990                                   |                                        | ?                                      | ?                                      |
| 2005 | 2005                                   |                                        | 1.342                                  | 1.342                                  |
| 2011 | 2011                                   |                                        | 1.283                                  | 1.283                                  |
| 2015 | 2015                                   |                                        | 1.210                                  | 1.210                                  |
| 2020 | 2020                                   |                                        | 1.221                                  | 1.221                                  |
| Datenquelle: Historisches Gemeindeverzeichnis für Hessen: Die Bevölkerung der Gemeinden 1834 bis 1967. Wiesbaden: Hessisches Statistisches Landesamt, 1968. Weitere Quellen: LAGIS; 2005; 2015; 2020; Zensus 2011 |                                        |                                        |                                        |                                        |

### Historische Religionszugehörigkeit
- 1885: 854 evangelische (= 93,85 %), 51 katholische (= 5,60 %), 5 jüdische (= 0,55 %) Einwohner[1]
- 1111 evangelische (= 85,53 %), 151 katholische (= 11,62 %) Einwohner[1]

## Politik
Für Elm besteht ein Ortsbezirk (Gebiete der ehemaligen Gemeinde Elm) mit Ortsbeirat und Ortsvorsteher nach der Hessischen Gemeindeordnung.
Der Ortsbeirat besteht aus sieben Mitgliedern. Bei den Kommunalwahlen in Hessen 2021 betrug die Wahlbeteiligung zum Ortsbeirat 54,05 %. Dabei wurden gewählt: vier Mitglieder der SPD, zwei Mitglieder der CDU und ein Mitglied der Liste „Bürgerbewegung Bergwinkel“ (BBB). Der Ortsbeirat wählte Elke Viehfeger (SPD) zur Ortsvorsteherin.

## Kultur und Sehenswürdigkeiten

### Bauwerke

#### Burg Brandenstein
In der Gemarkung Elm befindet sich die Burg Brandenstein, eine hochmittelalterliche Burg etwa vier Kilometer östlich des Stadtzentrums von Schlüchtern.

#### Habertshof
Ein heute weitgehend unbekannter Erinnerungsort ist der außerhalb gelegene Habertshof, ein Zentrum der christlich-religiösen Neuwerk-Bewegung nach dem Ersten Weltkrieg.

#### Mahnmal

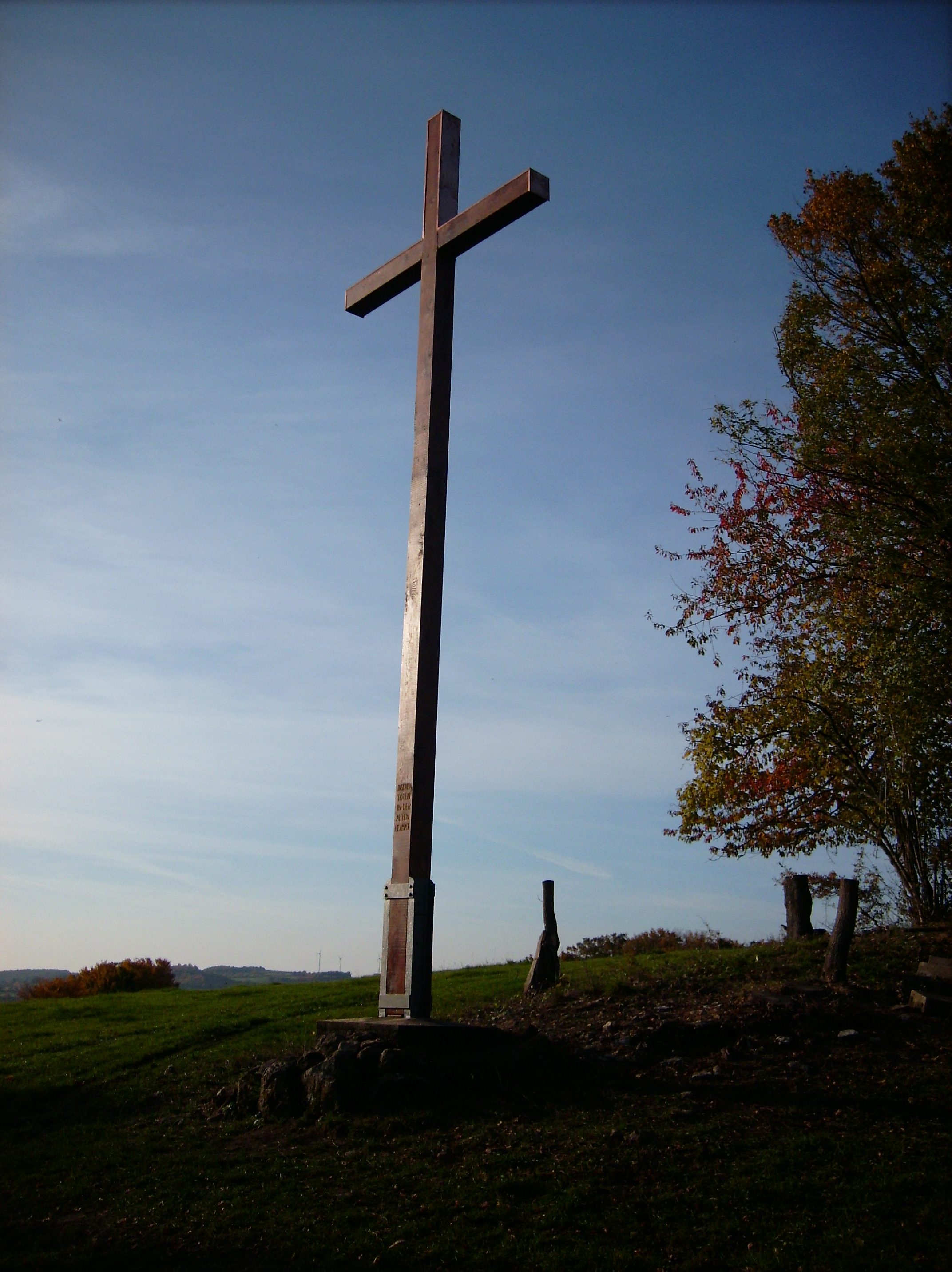
Gedenkkreuz am Weinberg

Ein etwa acht Meter hohes Kreuz steht auf einer höher gelegenen Ebene des Weinbergs bei Elm. Es ist ein Mahnmal für die Heimatvertriebenen und gedenkt der ehemaligen deutschen Ostgebiete und des Sudetenlandes sowie vor allem der dort verbliebenen Toten. Das ursprünglich dort errichtete Kreuz wurde am Pfingstsonntag, dem 1. Juni 1952, eingeweiht, musste jedoch aufgrund starker Verwitterung im Herbst 2008 abgebaut werden. Die „Sudetendeutsche Landsmannschaft, Kreisgruppe Schlüchtern“ sorgte für eine Nachbildung, die wie das Original mit der Aufschrift: „Unseren Toten in der alten Heimat“ versehen ist und am 10. Oktober 2008 aufgestellt wurde.

### Ökumenischer Jakobsweg
Über Elm führt der 125 km lange Ökumenische Jakobsweg von Fulda an den Main. Die Strecke führt von Flieden kommend nach Rückers hinauf auf die Steinkammer und das Breite Feld über den Habertshof den Distelrasen hinunter nach Schlüchtern. Der Pilgerweg gehört zum Verbindungssystem der Via Regia, deren Wegenetz von der Ukraine bis nach Spanien führte.

#### Evangelische Kirche
Im Ort steht die evangelische Kirche, die 1897/98 mit Hilfe von Gustav Schönermark erbaut wurde.

### Vereine
Das „Eisenbahner-Dorf“ Elm ist bekannt für seine rege Vereinstätigkeit. Nicht nur der Eisenbahner Sportverein, sondern vor allem der 1908 gegründete Eisenbahner Musikverein Elm ist ein Teil des dörflichen Lebens.

### Regelmäßige Veranstaltungen
Alle drei Jahre findet die sogenannte „Elmer Kulturwoche“ statt. Vor allem regionale, aber auch überregionale Künstlerinnen und Künstler stellen hier ihre Werke der breiten Öffentlichkeit vor. Diverse Abendveranstaltungen runden das kulturelle Angebot in dieser Woche ab.

## Wirtschaft und Infrastruktur

### Bildung
- Elmerland-Grundschule
- Kindergarten, betrieben von der evangelischen Kirchengemeinde

### Verkehr

#### Straße
Durch den Ort führt die Landesstraße 3329. Die nächste erreichbare Autobahn ist die Bundesautobahn 66.

#### Bahnverkehr
Der Bahnhof Elm – vor dem Bau des Schlüchterner Tunnels sehr wichtig – verlor nach dem Bau dieser Abkürzung zunehmend an Bedeutung. Seit dem Sommerfahrplan 1966 gibt es dort keinen Personenverkehr mehr, im Güterverkehr kommt ihm als Betriebsbahnhof noch eine Funktion zu. Die nächsten Bahnhöfe mit Personenverkehr sind Schlüchtern und Sterbfritz. Östlich des Bahnhofs liegt die engste Bahnkurve Deutschlands auf einer Hauptbahn mit einem Radius von 260 Metern.

## Persönlichkeiten
- Ludwig Thimme (1873–1966), Pfarrer in Elm von 1930 bis 1935; wurde wegen politischer Predigt in Ruhestand versetzt
- Emil Blum (1894–1978), führte zu Zeiten der Weimarer Republik oberhalb Elms die Siedlung und Heimvolkshochschule Habertshof
- Heinrich Wiegand (1906–1998), Professor an der TH Darmstadt und Leiter des Instituts für Werkstoffkunde
- Jörg Zink (1922–2016), auf dem Habertshof geboren, bedeutender evangelischer Theologe, Pfarrer und Publizist
- Hans Dorn (1928–2018), Landschaftsarchitekt
- Hanno Berger (* 1951), Anwalt für Steuer- und Finanzprodukte
- Constantin von Brandenstein-Zeppelin (* 1953), Präsident des Malteser Hilfsdienstes, wohnt auf der Burg Brandenstein
- Michael Schneider (* 1977), evangelischer Theologe und Präses der Evangelischen Kirche von Kurhessen-Waldeck; Seit 1996 Organist in Ev. Kirche Elm